# Gymnanthes inopinata
Gymnanthes inopinata är en törelväxtart som först beskrevs av David Prain, och fick sitt nu gällande namn av Hans-Joachim Esser. Gymnanthes inopinata ingår i släktet Gymnanthes och familjen törelväxter. Inga underarter finns listade i Catalogue of Life.